# Lista di Burgh in Scozia
Un burgh (pronuncia /ˈbʌrə/) è il termine scozzese per città o municipalità, corrispondente allo scandinavo 'Borg', l'inglese 'Borough', il tedesco 'Burg' e l'italiano borgo.
I burgh erano unità di governo molto autonome in Scozia esistite dal XII secolo al 1975, quando fu introdotta la struttura di governo regionale. Normalmente facenti riferimento ad una città, erano dotati di un ente locale e di alcuni diritti, quali l'autogoverno e una rappresentanza nel Parlamento scozzese introdotto nel 1707.
Storicamente, i burgh più importanti erano i royal burgh, seguiti dai burgh of regality e dai burgh of barony. Gli insediamenti più recenti venivano normalmente designati con il nome di police burgh, una classificazione applicata anche a molti dei burgh più vecchi.
Va sottolineato che la parola 'burgh' non è comunemente usata come sinonimo di 'town' o 'city', se non in ambito amministrativo. Dal punto di vista legale, i burgh sono stati aboliti in Scozia nel 1975 e da allora il termine è caduto in disuso.
Per una lista di "town" e "city" in Scozia, vedere Titolo di città nel Regno Unito.

## Burgh per contea
I burghs elencati in basso sono ordinati in base al nome della Contea tradizionale di appartenenza. I confini della contea utilizzati come riferimento sono quelli del governo locale scozzese nel periodo 1890-1975. Durante questo periodo quattro burgh costituivano al contempo contee, o counties of cities.

### Royal burgh ex-contee
| Burgh                                                                                         | Data di adozione del sistema di polizia | Data di concessione dello status | Status di parliamentary burgh Post Unione                                              |
| --------------------------------------------------------------------------------------------- | --------------------------------------- | -------------------------------- | -------------------------------------------------------------------------------------- |
| Aberdeen royal burgh (Contea di una City dal 1900 - Precedentemente parte dell'Aberdeenshire) | 1862                                    | Royal burgh from 1124            | Uno degli Aberdeen Burghs 1708 - 1832 Circoscrizione del burgh di Aberdeen 1832 - 1885 |
| Dundee royal burgh (Contea di una City dal 1894 - Precedentemente in Forfarshire)             | 1837                                    | Royal burgh from 1191 - 1195     | Uno dei Perth Burghs 1708 - 1832 Circoscrizione del burgh di Dundee 1832 - 1950        |
| Edimburgo royal burgh (Contea di una City dal XIII secolo)                                    | 1805 (per atto privato)                 | Royal burgh from 1124 - 1127     | Circoscrizione del burgh di Edimburgo 1708 - 1885                                      |
| Glasgow royal burgh (Contea di una City dal 1893)                                             | 1800 (per atto privato)                 | Royal burgh 1611                 | Uno dei Clyde Burghs 1708 - 1832 Circoscrizione del burgh di Glasgow 1832 - 1885       |

Questi quattro burgh furono ridenominati Counties of Cities nel 1930
Aberdeenshire
Nota: Il royal burgh di Aberdeen è stato parte di questa contea fino al 1900.			
| Burgh                 | Data di adozione del sistema di polizia | Data di concessione dello status              | Status di parliamentary burgh Post Unione |
| --------------------- | --------------------------------------- | --------------------------------------------- | ----------------------------------------- |
| Inverurie royal burgh | 1867                                    | Royal burgh 1558                              | Uno degli Elgin Burghs dal 1708 al 1918   |
| Kintore royal burgh   | 1873                                    | Royal burgh 1506-7                            | Uno degli Elgin Burghs 1708 - 1918        |
| Ballater burgh        | 1891                                    | Nessuno                                       | Nessuno                                   |
| Ellon burgh           | 1893                                    | Burgh of barony 1707                          | Nessuno                                   |
| Fraserburgh burgh     | 1840                                    | Burgh of barony 1546 Burgh of regality 1601   | Nessuno                                   |
| Huntly burgh          | 1834                                    | Burgh of barony 1488 Burgh of regality 1684   | Nessuno                                   |
| Old Aberdeen burgh    | 1860 - 1891 ‡                           | Burgh of barony 1489                          | Nessuno                                   |
| Old Meldrum           | 1893                                    | Burgh of barony 1671                          | Nessuno                                   |
| Peterhead burgh       | 1860                                    | Burgh of barony 1587 Parliamentary burgh 1832 | Uno degli Elgin Burghs 1832 - 1918        |
| Rattray               | N/A                                     | Royal burgh 1563                              | Nessuno                                   |
| Rosehearty            | 1892                                    | Burgh of barony 1681                          | Nessuno                                   |
| Turriff burgh         | 1858                                    | Burgh of barony 1512                          | Nessuno                                   |
| Woodside burgh        | 1867 - 1891 ‡                           | Nessuno                                       | Nessuno                                   |

‡ Assorbito da Aberdeen royal burgh 1891
Angus (noto anche come Forfarshire)
Nota: Il royal burgh di Dundee è stato parte di questa contea fino al 1894.	
| Burgh                | Data di adozione del sistema di polizia | Data di concessione dello status            | Status di parliamentary burgh Post Unione                               |
| -------------------- | --------------------------------------- | ------------------------------------------- | ----------------------------------------------------------------------- |
| Arbroath royal burgh | 1836                                    | Royal burgh 1599                            | Uno degli Aberdeen Burghs 1708 - 1832 e dei Montrose Burghs 1832 - 1950 |
| Brechin royal burgh  | 1893?                                   | Royal burgh status ratified 1641            | Uno degli Aberdeen Burghs 1708 - 1832 e dei Montrose Burghs 1832 - 1950 |
| Forfar royal burgh   | 1857                                    | Creato royal burgh c 1123 - 62              | Uno dei Perth Burghs 1708 - 1832 e dei Montrose Burghs 1832 - 1950      |
| Montrose royal burgh | 1833                                    | Creato royal burgh by c 1124 - 53           | Uno degli Aberdeen Burghs 1708 - 1832 e dei Montrose Burghs 1832 - 1950 |
| Broughty Ferry burgh | 1864 - 1913 ‡                           | Nessuno                                     | Nessuno                                                                 |
| Carnoustie burgh     | 1889                                    | Nessuno                                     | Nessuno                                                                 |
| Kirriemuir burgh     | 1834                                    | Burgh of barony 1459 Burgh of regality 1670 | Nessuno                                                                 |
| Monifieth burgh      | 1895                                    | Nessuno                                     | Nessuno                                                                 |

‡ Assorbito dal Dundee royal burgh 1913
Argyll
| Burgh                   | Data di adozione del sistema di polizia | Data di concessione dello status                      | Status di parliamentary burgh Post Unione |
| ----------------------- | --------------------------------------- | ----------------------------------------------------- | ----------------------------------------- |
| Campbeltown royal burgh | 1846                                    | Royal burgh 1700 Precedentemente burgh of barony 1667 | Uno dei Ayr Burghs 1708 - 1832            |
| Inveraray royal burgh   | 1833                                    | Royal burgh 1648 Precedentemente burgh of barony 1474 | Uno dei Ayr Burghs 1708 - 1832            |
| Dunoon burgh            | 1868                                    | Burgh of barony 1835                                  | Nessuno                                   |
| Lochgilphead burgh      | 1858                                    | Nessuno                                               | Nessuno                                   |
| Oban burgh              | 1862                                    | Burgh of barony 1820 Parliamentary burgh 1832         | Uno dei Ayr Burghs 1832 - 1918            |
| Tobermory burgh         | 1875                                    | Nessuno                                               | Nessuno                                   |

Ayrshire
| Burgh                      | Data di adozione del sistema di polizia | Data di concessione dello status                                      | Status di parliamentary burgh Post Unione |
| -------------------------- | --------------------------------------- | --------------------------------------------------------------------- | ----------------------------------------- |
| Ayr royal burgh            | 1850                                    | Creato royal burgh c. 1203-6                                          | Uno dei Ayr Burghs 1708 - 1950            |
| Irvine royal burgh         | 1875                                    | Royal burgh 1372                                                      | Uno dei Ayr Burghs 1708 - 1950            |
| Ardrossan burgh            | 1865                                    | Burgh of barony 1846                                                  | Uno dei Ayr Burghs 1918 - 1950            |
| Cumnock and Holmhead burgh | 1866                                    | Cumnock Creato burgh of barony 1680                                   | Nessuno                                   |
| Darvel burgh               | 1873                                    | Nessuno                                                               | Nessuno                                   |
| Galston burgh              | 1864                                    | Nessuno                                                               | Nessuno                                   |
| Girvan burgh               | 1889                                    | Burgh of barony 1668                                                  | Nessuno                                   |
| Kilmarnock burgh           | 1847                                    | Burgh of barony 1592 Parliamentary burgh 1832                         | Uno dei Kilmarnock Burghs 1832 - 1918     |
| Kilwinning burgh           | 1889                                    | Nessuno                                                               | Nessuno                                   |
| Largs burgh                | 1876                                    | Burgh of barony 1595 (come Newton of Gogo, rinominato Largs nel 1629) | Nessuno                                   |
| Maybole burgh              | 1857                                    | Burgh of barony 1516                                                  | Nessuno                                   |
| Newmilns e Greenholm burgh | 1872                                    | See Newmilns                                                          | Nessuno                                   |
| Newmilns burgh             | 1844 - 1872                             | Burgh of barony 1491 Burgh of regality 1707                           | Nessuno                                   |
| Prestwick burgh            | 1903                                    | Ancient burgh of barony dating from 10th century Confermato 1600      | Uno dei Ayr Burghs 1918 - 1950            |
| Saltcoats burgh            | 1885                                    | Burgh of barony 1529 Confermato 1586                                  | Uno dei Ayr Burghs 1918 - 1950            |
| Stevenston burgh           | 1952                                    | Nessuno                                                               | Nessuno                                   |
| Stewarton burgh            | 1868                                    | Nessuno                                                               | Nessuno                                   |
| Troon burgh                | 1896                                    | Nessuno                                                               | Uno dei Ayr Burghs 1918 - 1950            |

Banffshire
| Burgh              | Data di adozione del sistema di polizia | Data di concessione dello status | Status di parliamentary burgh Post Unione |
| ------------------ | --------------------------------------- | -------------------------------- | ----------------------------------------- |
| Banff royal burgh  | 1840                                    | Creato royal burgh c. 1203-6     | Uno degli Elgin Burghs 1708 - 1918        |
| Cullen royal burgh | 1870                                    | Royal burgh 1372                 | Uno degli Elgin Burghs 1708 - 1918        |
| Aberchirder burgh  | 1889                                    | Nessuno                          | Nessuno                                   |
| Aberlour burgh     | 1894                                    | Burgh of barony 1814             | Nessuno                                   |
| Buckie burgh       | 1888                                    | Nessuno                          | Nessuno                                   |
| Dufftown burgh     | 1863                                    | Nessuno                          | Nessuno                                   |
| Findochty burgh    | 1915                                    | Nessuno                          | Nessuno                                   |
| Keith burgh        | 1889                                    | Nessuno                          | Nessuno                                   |
| Macduff burgh      | 1853                                    | Burgh of barony 1528             | Nessuno                                   |
| Portknockie burgh  | 1912                                    | Nessuno                          | Nessuno                                   |
| Portsoy burgh      | 1889                                    | Burgh of barony 1550             | Nessuno                                   |

Berwickshire
| Burgh              | Data di adozione del sistema di polizia | Data di concessione dello status | Status di parliamentary burgh Post Unione |
| ------------------ | --------------------------------------- | -------------------------------- | ----------------------------------------- |
| Lauder royal burgh | 1875                                    | Confermato 1502                  | Uno dei Haddington Burghs 1708 - 1885     |
| Coldstream burgh   | 1833                                    | Burgh of barony 1621             | Nessuno                                   |
| Duns burgh         | 1842                                    | Burgh of barony 1490             | Noen                                      |
| Eyemouth burgh     | 1866                                    | Burgh of barony 1598             | Nessuno                                   |

Bute
| Burgh                | Data di adozione del sistema di polizia | Data di concessione dello status | Status di parliamentary burgh Post Unione |
| -------------------- | --------------------------------------- | -------------------------------- | ----------------------------------------- |
| Rothesay royal burgh | 1846                                    | Royal burgh 1401                 | Uno dei Ayr Burghs 1708 - 1832            |
| Millport burgh       | 1864                                    | Nessuno                          | Nessuno                                   |

Caithness
| Burgh            | Data di adozione del sistema di polizia | Data di concessione dello status | Status di parliamentary burgh Post Unione                     |
| ---------------- | --------------------------------------- | -------------------------------- | ------------------------------------------------------------- |
| Wick royal burgh | 1862                                    | Royal burgh 1589                 | Uno dei Tain Burghs 1708 - 1832 e dei Wick Burghs 1832 - 1918 |
| Thurso burgh     | 1841                                    | Burgh of barony 1633             | Nessuno                                                       |

Clackmannanshire
| Burgh              | Data di adozione del sistema di polizia | Data di concessione dello status          | Status di parliamentary burgh Post Unione |
| ------------------ | --------------------------------------- | ----------------------------------------- | ----------------------------------------- |
| Alloa burgh        | 1854                                    | Burgh of regality 1497, rieretto nel 1620 | Nessuno                                   |
| Alva burgh         | 1876                                    | Nessuno                                   | Nessuno                                   |
| Dollar burgh       | 1891                                    | Burgh of regality 1702                    | Nessuno                                   |
| Tillicoultry burgh | 1871                                    | Burgh of barony 1634                      | Nessuno                                   |

Dumfriesshire
| Burgh                 | Data di adozione del sistema di polizia | Data di concessione dello status                                           | Status di parliamentary burgh Post Unione |
| --------------------- | --------------------------------------- | -------------------------------------------------------------------------- | ----------------------------------------- |
| Annan royal burgh     | 1858                                    | Royal burgh nel 1532                                                       | Uno dei Dumfries Burghs 1708 - 1918       |
| Dumfries royal burgh  | 1833                                    | Royal burgh c 1186 Absorbed Maxwelltown burgh (Kirkcudbrightshire) in 1930 | Uno dei Dumfries Burghs 1708 - 1918       |
| Lochmaben royal burgh | 1858                                    | Confermato 1612 Recognised as royal burgh nel 1447                         | Uno dei Dumfries Burghs 1708 - 1918       |
| Sanquhar royal burgh  | 1890                                    | Royal burgh 1598 Originally burgh of barony 1484                           | Uno dei Dumfries Burghs 1708 - 1918       |
| Langholm burgh        | 1845                                    | Burgh of barony 1621 Burgh of regality 1687                                | Nessuno                                   |
| Lockerbie burgh       | 1863                                    | Nessuno                                                                    | Nessuno                                   |
| Moffat burgh          | 1864                                    | Burgh of regality 1648 Confermato 1662                                     | Nessuno                                   |

Dunbartonshire
| Burgh                   | Data di adozione del sistema di polizia | Data di concessione dello status       | Status di parliamentary burgh Post Unione                                                                 |
| ----------------------- | --------------------------------------- | -------------------------------------- | --- |
| Dumbarton royal burgh   | 1833                                    | Royal burgh nel 1532                   | Uno dei Clyde Burghs 1708 - 1832, of the Kilmarnock Burghs 1832 - 1918 e dei Dumbarton Burghs 1918 - 1950 |
| Bearsden burgh          | 1958                                    | Nessuno                                | Nessuno                                                                                                   |
| Clydebank burgh         | 1886                                    | Nessuno                                | Uno dei Dumbarton Burghs 1918 - 1950                                                                      |
| Cove e Kilcreggan burgh | 1865                                    | Nessuno                                | Nessuno                                                                                                   |
| Cumbernauld burgh       | 1968                                    | Burgh of barony 1649 - 1893            | Nessuno                                                                                                   |
| Helensburgh burgh       | 1846                                    | Burgh of barony 1802                   | Nessuno                                                                                                   |
| Kirkintilloch burgh     | 1836                                    | Burgh of barony 1526                   | Nessuno                                                                                                   |
| Milngavie burgh         | 1875                                    | Burgh of regality 1648 Confermato 1662 | Nessuno                                                                                                   |

East Lothian (noto anche come Haddingtonshire)
| Burgh                          | Data di adozione del sistema di polizia | Data di concessione dello status                                           | Status di parliamentary burgh Post Unione |
| ------------------------------ | --------------------------------------- | -------------------------------------------------------------------------- | ----------------------------------------- |
| Dunbar royal burgh             | 1863                                    | 'Free' burgh 1370                                                          | Uno dei Haddington Burghs 1708 - 1885     |
| Haddington royal burgh         | 1858                                    | Creato royal burgh c 1124 - 53                                             | Uno dei Haddington Burghs 1708 - 1885     |
| North Berwick royal burgh      | 1860                                    | Royal burgh nel 1425                                                       | Uno dei Haddington Burghs 1708 - 1885     |
| Cockenzie and Port Seton burgh | 1885                                    | Burgh of barony (come Cockenzie) 1591 Burgh of regality (come Winton) 1686 | Nessuno                                   |
| East Linton burgh              | 1863                                    | Nessuno                                                                    | Nessuno                                   |
| Prestonpans burgh              | 1862                                    | Burgh of barony 1552                                                       | Nessuno                                   |
| Tranent burgh                  | 1860                                    | Burgh of barony 1542                                                       | Nessuno                                   |

### Edinburghshire: vediMidlothian
Elginshirevedi Morayshire
Fife
| Burgh                                                       | Data di adozione del sistema di polizia | Data di concessione dello status                                                              | Status di parliamentary burgh Post Unione                                 |
| ----------------------------------------------------------- | --------------------------------------- | --------------------------------------------------------------------------------------------- | ------------------------------------------------------------------------- |
| Anstruther Easter royal burgh                               | 1841 †                                  | Royal burgh 1583, Precedentemente burgh of barony 1572                                        | Uno dei Anstruther Burghs 1708 - 1832 e dei St Andrews Burghs 1832 - 1918 |
| Anstruther Wester royal burgh                               | 1893? †                                 | Royal burgh 1587, Precedentemente burgh of barony 1541                                        | Uno dei Anstruther Burghs 1708 - 1832 e dei St Andrews Burghs 1832 - 1918 |
| Auchtermuchty royal burgh                                   | 1874                                    | Royal burgh 1517                                                                              | Nessuno                                                                   |
| Burntisland royal burgh                                     | 1833                                    | Royal burgh 1541                                                                              | Uno dei Dysart Burghs 1708 - 1832 an of the Kirkcaldy Burghs 1832 - 1950  |
| Crail royal burgh                                           | 1893?                                   | Royal burgh since 1198, chartered 1314 - 29                                                   | Uno dei Anstruther Burghs 1708 - 1832 e dei St Andrews Burghs 1832 - 1918 |
| Culross royal burgh                                         | 1893?                                   | Royal burgh 1592 Precedentemente burgh of barony 1490                                         | Uno dei Stirling Burghs 1708 - 1918                                       |
| Cupar royal burgh                                           | 1834                                    | Royal burgh nel 1327                                                                          | Uno dei Perth Burghs 1708 - 1832                                          |
| Dunfermline royal burgh                                     | 1811 - per atto privato                 | Status di Royal burgh ristabilito nel 1594                                                    | Uno dei Stirling Burghs 1708 - 1918 e dei Dunfermline Burghs 1918 - 1950  |
| Dysart royal burgh                                          | 1834 - 1930 ‡                           | Royal burgh 1587 Precedentemente burgh of barony 1510                                         | Uno dei Dysart Burghs 1708 - 1832 e dei Kirkcaldy Burghs 1832 - 1950      |
| Earlsferry royal burgh                                      | 1893? †                                 | Status di Royal burgh confermato nel 1589                                                     | Nessuno                                                                   |
| Elie ed Earlsferry royal burgh                              | 1929 †                                  | Creato nel 1930 da due burgh                                                                  | Nessuno                                                                   |
| Falkland royal burgh                                        | 1893?                                   | Royal burgh 1458                                                                              | Nessuno                                                                   |
| Inverkeithing royal burgh                                   | 1892                                    | Royal burgh XIII secolo                                                                       | Uno dei Stirling Burghs 1708 - 1918 e dei Dunfermline Burghs 1918 - 1950  |
| Kilrenny royal burgh                                        | 1848 †                                  | Royal burgh 1592, Precedentemente burgh of regality 1578                                      | Uno dei Anstruther Burghs 1708 - 1832 e dei St Andrews Burghs 1832 - 1918 |
| Kilrenny, Anstruther Easter e Anstruther Wester royal burgh | 1929                                    | Creato nel 1929 da tre royal burghs                                                           | Nessuno                                                                   |
| Kincardine burgh                                            | Non adottato. Burgh abolito nel 1893    | Burgh of barony 1663                                                                          | Nessuno                                                                   |
| Kinghorn royal burgh                                        | 1833                                    | Royal burgh XII secolo                                                                        | Uno dei Dysart Burghs 1708 - 1832 e dei Kirkcaldy Burghs 1832 - 1950      |
| Kirkcaldy royal burgh                                       | 1811 (per atto privato)                 | Royal burgh 1644 Precedentemente ecclesiastical burgh Assorbito dal Dysart royal burgh 1930   | Uno dei Dysart Burghs 1708 - 1832 e dei Kirkcaldy Burghs 1832 - 1950      |
| Newburgh royal burgh                                        | 1850s                                   | Royal burgh 1631, Precedentemente burgh of regality 1600                                      | Nessuno                                                                   |
| Pittenweem royal burgh                                      | 1842                                    | Royal burgh 1541, burgh of barony 1526                                                        | Uno dei Anstruther Burghs 1708 - 1832 e dei St Andrews Burghs 1832 - 1918 |
| Saint Andrews royal burgh                                   | 1893?                                   | Royal burgh 1620 Precedentemente burgh of regality 1614 and ecclesiastical burgh (XII secolo) | Uno dei Perth Burghs 1708 - 1832                                          |
| Buckhaven e Methil burgh                                    | 1891                                    | Buckhaven burgh of barony 1662, did not endure                                                | Uno dei Kirkcaldy Burghs 1918 - 1950                                      |
| Cowdenbeath burgh                                           | 1890                                    | Nessuno                                                                                       | Uno dei Dunfermline Burghs 1918 - 1950                                    |
| Elie burgh                                                  | 1865 †                                  | Burgh of barony 1599                                                                          | Nessuno                                                                   |
| Ladybank burgh                                              | 1877                                    | Nessuno                                                                                       | Nessuno                                                                   |
| Leslie burgh                                                | 1865                                    | Burgh of barony (come Leslie Green) 1458                                                      | Nessuno                                                                   |
| Leven burgh                                                 | 1867                                    | Burgh of barony 1609                                                                          | Nessuno                                                                   |
| Lochgelly burgh                                             | 1876                                    | Nessuno                                                                                       | Uno dei Dunfermline Burghs 1918 - 1950                                    |
| Markinch burgh                                              | 1891                                    | Burgh of barony 1673                                                                          | Nessuno                                                                   |
| Newport-on-Tay burgh                                        | 1887                                    | Nessuno                                                                                       | Nessuno                                                                   |
| Saint Monans burgh                                          | 1933                                    | Burgh of barony 1596                                                                          | Nessuno                                                                   |
| Tayport burgh                                               | 1887                                    | Burgh of barony 1599 Burgh of regality 1725                                                   | Nessuno                                                                   |

† Burghs merged 1930
‡ Dysart assorbito dal Kircaldy royal burgh 1930

### Forfarshire: vediAngus
Haddingtonshire: vedi Lothian dell'est
Inverness-shire
| Burgh                 | Data di adozione del sistema di polizia | Data di concessione dello status       | Status di parliamentary burgh Post Unione |
| --------------------- | --------------------------------------- | -------------------------------------- | ----------------------------------------- |
| Inverness royal burgh | 1862                                    | Creato royal burgh c 1130 - 53         | Uno degli Inverness Burghs 1708 - 1918    |
| Fort William burgh    | 1875                                    | Burgh of barony come Gordonsburgh 1618 | Nessuno                                   |
| Kingussie burgh       | 1867                                    | Burgh of barony 1464                   | Nessuno                                   |

Kincardineshire
| Burgh                   | Data di adozione del sistema di polizia | Data di concessione dello status     | Status di parliamentary burgh Post Unione                               |
| ----------------------- | --------------------------------------- | ------------------------------------ | ----------------------------------------------------------------------- |
| Inverbervie royal burgh | 1893?                                   | Royal burgh nel 1341                 | Uno degli Aberdeen Burghs 1708 - 1832 e dei Montrose Burghs 1832 - 1950 |
| Banchory burgh          | 1885                                    | May have been a burgh of barony 1805 | Nessuno                                                                 |
| Laurencekirk burgh      | 1889                                    | Burgh of barony 1779                 | Nessuno                                                                 |
| Stonehaven burgh        | 1889                                    | Burgh of barony 1587                 | Nessuno                                                                 |

Kinross-shire
| Burgh         | Data di adozione del sistema di polizia | Data di concessione dello status            | Status di parliamentary burgh Post Unione |
| ------------- | --------------------------------------- | ------------------------------------------- | ----------------------------------------- |
| Kinross burgh | 1864                                    | Burgh of barony 1541 Burgh of regality 1685 | Nessuno                                   |

Kirkcudbrightshire
| Burgh                     | Data di adozione del sistema di polizia | Data di concessione dello status | Status di parliamentary burgh Post Unione |
| ------------------------- | --------------------------------------- | -------------------------------- | ----------------------------------------- |
| Kirkcudbright royal burgh | 1893?                                   | Royal burgh 1445                 | Uno dei Dumfries Burghs 1708 - 1918       |
| New Galloway royal burgh  | 1892                                    | Royal burgh 1630                 | Uno dei Wigtown Burghs 1708 - 1918        |
| Castle Douglas burgh      | 1862                                    | Burgh of barony 1791             | Nessuno                                   |
| Maxwelltown               | 1833-1931 †                             | Burgh of barony 1810             | Nessuno                                   |
| Dalbeattie burgh          | 1858                                    | Nessuno                          | Nessuno                                   |
| Gatehouse-of-Fleet        | 1852                                    | Burgh of barony 1795             | Nessuno                                   |

† Il Maxwelltown burgh fu assorbito dal Dumfries royal burgh nel 1931.
Lanarkshire
Nota: Il royal burgh di Glasgow fece parte della contea fino al 1893.		
| Burgh                     | Data di adozione del sistema di polizia | Data di concessione dello status              | Status di parliamentary burgh Post Unione                              |
| ------------------------- | --------------------------------------- | --------------------------------------------- | ---------------------------------------------------------------------- |
| Lanark royal burgh        | 1855                                    | Creato royal burgh 1153 - 59                  | Uno dei Linlithgow Burghs 1708 - 1832 e dei Falkirk Burghs 1832 - 1918 |
| Rutherglen royal burgh    | 1863                                    | Creato royal burgh 1124 -53                   | Uno dei Clyde Burghs 1708 - 1832 e dei Kilmarnock Burghs 1832 - 1918   |
| Airdrie burgh             | 1849                                    | Burgh of barony 1821 Parliamentary burgh 1832 | Uno dei Falkirk Burghs 1832 - 1918                                     |
| Biggar burgh              | 1863                                    | Burgh of barony 1451                          | Nessuno                                                                |
| Bishopbriggs burgh        | 1964                                    | Nessuno                                       | Nessuno                                                                |
| Coatbridge burgh          | 1885                                    | Burgh creato per atto privato nel 1885        | Nessuno                                                                |
| East Kilbride burgh       | 1963                                    | Nessuno                                       | Nessuno                                                                |
| Hamilton burgh            | 1857                                    | Burgh of regality 1669                        | Uno dei Falkirk Burghs 1832 - 1918                                     |
| Hillhead burgh            | 1869 - 1891                             | Assorbito dal Glasgow royal burgh 1891        | Nessuno                                                                |
| Kinning Park burgh        | 1871 - 1905                             | Assorbito dal Glasgow royal burgh 1905        | Nessuno                                                                |
| Maryhill burgh            | 1856 - 1891                             | Assorbito dal Glasgow royal burgh 1891        | Nessuno                                                                |
| Motherwell e Wishaw burgh | 1920                                    | Formato nel 1920 da due burgh                 | Nessuno                                                                |
| Motherwell burgh          | 1865 †                                  | Nessuno                                       | Nessuno                                                                |
| Partick burgh             | 1852 - 1912                             | Assorbito dal Glasgow royal burgh 1912        | Nessuno                                                                |
| Wishaw burgh              | 1855 †                                  | Nessuno                                       | Nessuno                                                                |

† Burghs unificati nel 1920

### Linlithgowshire: seeWest Lothian
Midlothian (noto anche come Edinburghshire)
Nota: il royal burgh di Edimburgo ed i suoi territori formavano una contea separata già a partire dal XII secolo.			
| Burgh                      | Data di adozione del sistema di polizia | Data di concessione dello status                | Status di parliamentary burgh Post Unione |
| -------------------------- | --------------------------------------- | ----------------------------------------------- | ----------------------------------------- |
| Bonnyrigg e Lasswade burgh | 1930                                    | Formato nel 1930 da due burgh                   | Nessuno                                   |
| Bonnyrigg burgh            | 1865 †                                  | Nessuno                                         | Nessuno                                   |
| Dalkeith burgh             | 1878                                    | Burgh of barony 1401 Burgh of regality 1540     | Nessuno                                   |
| Lasswade burgh             | 1881 †                                  | Nessuno                                         | Nessuno                                   |
| Leith burgh                | 1862 - 1920 ‡                           | Burgh of barony 1636 Parliamentary burgh 1832   | Uno dei Leith Burghs 1832 - 1918          |
| Loanhead burgh             | 1884                                    | Burgh of barony 1669                            | Nessuno                                   |
| Musselburgh burgh          | 1849                                    | Burgh of regality 1562 Parliamentary burgh 1832 | Uno dei Leith Burghs 1832 - 1918          |
| Penicuik burgh             | 1866                                    | Nessuno                                         | Nessuno                                   |
| Portobello burgh           | 1850 - 1896 ‡                           | Parliamentary burgh 1832                        | Uno dei Leith Burghs 1832 - 1918          |

† Burgh unificati nel 1920
‡ Burghs Assorbito dal royal burgh di Edimburgo negli anni indicati (tuttavia Portobello continuò come parliamentary burgh separato fino al 1918)
Contea di Moray (noto anche come Elginshire);
| Burgh                            | Data di adozione del sistema di polizia | Data di concessione dello status          | Status di parliamentary burgh Post Unione |
| -------------------------------- | --------------------------------------- | ----------------------------------------- | ----------------------------------------- |
| Elgin royal burgh                | 1833                                    | Status di Royal burgh confermato nel 1457 | Uno degli Elgin Burghs 1708 - 1918        |
| Forres royal burgh               | 1836                                    | Rinominato royal burgh nel 1496           | Uno degli Inverness Burghs 1708 - 1918    |
| Burghead burgh                   | 1900                                    | Nessuno                                   | Nessuno                                   |
| Grantown-on-Spey burgh           | 1898                                    | Burgh of regality 1694                    | Nessuno                                   |
| Lossiemouth e Branderburgh burgh | 1890                                    | Nessuno                                   | Nessuno                                   |
| Rothes burgh                     | 1884                                    | Nessuno                                   | Nessuno                                   |

Nairnshire
| Burgh             | Data di adozione del sistema di polizia | Data di concessione dello status | Status di parliamentary burgh Post Unione |
| ----------------- | --------------------------------------- | -------------------------------- | ----------------------------------------- |
| Nairn royal burgh | 1841                                    | Royal burgh status regained 1476 | Uno degli Inverness Burghs 1708 - 1918    |

Orkney
| Burgh                | Data di adozione del sistema di polizia | Data di concessione dello status | Status di parliamentary burgh Post Unione                     |
| -------------------- | --------------------------------------- | -------------------------------- | ------------------------------------------------------------- |
| Kirkwall royal burgh | 1838                                    | Royal burgh 1486                 | Uno dei Tain Burghs 1708 - 1832 e dei Wick Burghs 1832 - 1918 |
| Stromness burgh      | 1856                                    | Burgh of barony 1817             | Nessuno                                                       |

Peeblesshire
| Burgh               | Data di adozione del sistema di polizia | Data di concessione dello status | Status di parliamentary burgh Post Unione |
| ------------------- | --------------------------------------- | -------------------------------- | ----------------------------------------- |
| Peebles royal burgh | 1864                                    | Royal burgh c. 1153              | Uno dei Linlithgow Burghs 1707 - 1832     |
| Innerleithen burgh  | 1868                                    | Nessuno                          | Nessuno                                   |

Perthshire
| Burgh                         | Data di adozione del sistema di polizia | Data di concessione dello status | Status di parliamentary burgh Post Unione                             |
| ----------------------------- | --------------------------------------- | -------------------------------- | --------------------------------------------------------------------- |
| Auchterarder royal burgh      | 1894                                    | Reinstated as royal burgh 1951   | Nessuno                                                               |
| Perth royal burgh             | 1865                                    | Royal burgh c. 1124 - 1127       | Uno dei Perth Burghs 1708 - 1832 Perth burgh constituency 1832 - 1950 |
| Aberfeldy burgh               | 1887                                    | Nessuno                          | Nessuno                                                               |
| Abernethy burgh               | 1877                                    | Burgh of barony 1459             | Nessuno                                                               |
| Alyth burgh                   | 1834                                    | Burgh of barony 1488             | Nessuno                                                               |
| Blairgowrie and Rattray burgh | 1930                                    | Formed 1930 from two burghs      | Nessuno                                                               |
| Blairgowrie burgh             | 1833 †                                  | Burgh of barony 1634             | Nessuno                                                               |
| Callander burgh               | 1866                                    | Nessuno                          | Nessuno                                                               |
| Coupar Angus burgh            | 1852                                    | Burgh of barony 1607             | Nessuno                                                               |
| Crieff burgh                  | 1864                                    | Nessuno                          | Nessuno                                                               |
| Doune burgh                   | 1890                                    | Nessuno                          | Nessuno                                                               |
| Dunblane burgh                | 1870                                    | Burgh of regality 1442           | Nessuno                                                               |
| Pitlochry burgh               | 1947                                    | Nessuno                          | Nessuno                                                               |
| Rattray burgh                 | 1877 †                                  | Nessuno                          | Nessuno                                                               |

† Burghs merged 1930
Renfrewshire
| Burgh                    | Data di adozione del sistema di polizia | Data di concessione dello status              | Post Union parliamentary burgh status                                |
| ------------------------ | --------------------------------------- | --------------------------------------------- | -------------------------------------------------------------------- |
| Renfrew royal burgh      | 1855                                    | Royal burgh status 1397                       | Uno dei Clyde Burghs 1708 - 1832 e dei Kilmarnock Burghs 1832 - 1918 |
| Barrhead burgh           | 1894                                    | Nessuno                                       | Nessuno                                                              |
| Crosshill burgh          | 1871 - 1891 †                           | Nessuno                                       | Nessuno                                                              |
| Gorbals burgh            | 1808 - 1846 (Private Act) †             | Nessuno                                       | Nessuno                                                              |
| Gourock burgh            | 1858                                    | Burgh of barony 1694                          | Nessuno                                                              |
| Govan burgh              | 1864 - 1912 †                           | Burgh of barony 1607                          | Nessuno                                                              |
| Govanhill burgh          | 1876 - 1891 †                           | Nessuno                                       | Nessuno                                                              |
| Greenock burgh           | 1840                                    | Burgh of barony 1635 Parliamentary burgh 1832 | Nessuno                                                              |
| Johnstone burgh          | 1857                                    | Nessuno                                       | Nessuno                                                              |
| Paisley burgh            | 1806 (Private Act)                      | Burgh of barony 1488 Burgh of regality 1587   | Nessuno                                                              |
| Pollokshaws burgh        | 1858 - 1912 †                           | Burgh of barony 1813                          | Nessuno                                                              |
| Pollokshields East burgh | 1880 - 1891 †                           | Nessuno                                       | Nessuno                                                              |
| Pollokshields burgh      | 1876 - 1891 †                           | Nessuno                                       | Nessuno                                                              |
| Port Glasgow burgh       | 1800 (Private Act)                      | Burgh of barony 1668                          | Uno dei Kilmarnock Burghs 1832 - 1918                                |

† Burgh assorbiti dal Glasgow royal burgh nelle date mostrate
Ross and Cromarty (Ross-shire e Cromartyshire)
| Burgh                | Data di adozione del sistema di polizia | Data di concessione dello status                 | Status di parliamentary burgh Post Unione                     |
| -------------------- | --------------------------------------- | ------------------------------------------------ | ------------------------------------------------------------- |
| Dingwall royal burgh | 1834                                    | Royal burgh 1498                                 | Uno dei Tain Burghs 1708 - 1832 e dei Wick Burghs 1832 - 1918 |
| Fortrose royal burgh | 1867                                    | Union of Rosemarkie e Fortrose royal burghs 1661 | Uno degli Inverness Burghs 1708 - 1918                        |
| Tain royal burgh     | 1854                                    | Royal burgh 1439                                 | Uno dei Tain Burghs 1708 - 1832 e dei Wick Burghs 1832 - 1918 |
| Cromarty burgh       | 1848                                    | Burgh of barony 1685 Parliamentary burgh 1832    | Uno dei Wick Burghs 1832 - 1918                               |
| Invergordon burgh    | 1864                                    | Burgh of barony 1694                             | Nessuno                                                       |
| Stornoway burgh      | 1863                                    | Burgh of barony 1607                             | Nessuno                                                       |

Roxburghshire
| Burgh                | Data di adozione del sistema di polizia | Data di concessione dello status             | Status di parliamentary burgh Post Unione |
| -------------------- | --------------------------------------- | -------------------------------------------- | ----------------------------------------- |
| Jedburgh royal burgh | 1847                                    | Royal burgh status restored by 1424          | Uno dei Haddington Burghs 1708 - 1885     |
| Hawick burgh         | 1845                                    | Burgh of barony 1511, burgh of regality 1669 | Uno dei Hawick Burghs 1868 - 1918         |
| Kelso burgh          | 1838                                    | Burgh of barony 1614                         | Nessuno                                   |
| Melrose burgh        | 1895                                    | Burgh of barony 1605 Burgh of regality 1620  | Nessuno                                   |

Selkirkshire
| Burgh               | Data di adozione del sistema di polizia | Data di concessione dello status | Status di parliamentary burgh Post Unione                             |
| ------------------- | --------------------------------------- | -------------------------------- | --------------------------------------------------------------------- |
| Selkirk royal burgh | 1863                                    | Royal burgh nel 1328             | Uno dei Linlithgow Burghs 1708 - 1832 e dei Hawick Burghs 1868 - 1918 |
| Galashiels burgh    | 1850                                    | Burgh of barony 1599             | Uno dei Hawick Burghs 1868 - 1918                                     |

Stirlingshire
| Burgh                  | Data di adozione del sistema di polizia | Data di concessione dello status                                     | Status di parliamentary burgh Post Unione                                         |
| ---------------------- | --------------------------------------- | -------------------------------------------------------------------- | --------------------------------------------------------------------------------- |
| Stirling royal burgh   | 1857                                    | Creato royal burgh c 1124 - 1127                                     | Uno dei Stirling Burghs 1707 - 1918 e dei Stirling and Falkirk Burghs 1918 - 1950 |
| Bridge of Allan burgh  | 1870                                    | Nessuno                                                              | Nessuno                                                                           |
| Denny e Dunipace burgh | 1877                                    | Nessuno                                                              | Nessuno                                                                           |
| Falkirk burgh          | 1859                                    | Burgh of barony 1600 Burgh of regality 1646 Parliamentary burgh 1832 | Uno dei Falkirk Burghs 1832 - 1918 e dei Stirling and Falkirk Burghs 1918 - 1950  |
| Grangemouth burgh      | 1872                                    | Nessuno                                                              | Uno dei Stirling and Falkirk Burghs 1918 - 1950                                   |
| Kilsyth burgh          | 1878                                    | Burgh of barony 1620                                                 | Nessuno                                                                           |

Sutherland
| Burgh               | Data di adozione del sistema di polizia | Data di concessione dello status | Status di parliamentary burgh Post Unione                     |
| ------------------- | --------------------------------------- | -------------------------------- | ------------------------------------------------------------- |
| Dornoch royal burgh | 1891                                    | Royal burgh 1628                 | Uno dei Tain Burghs 1708 - 1832 e dei Wick Burghs 1832 - 1918 |

Lothian Occidentale (noto anche come Linlithgowshire)
| Burgh                   | Data di adozione del sistema di polizia | Data di concessione dello status | Status di parliamentary burgh Post Unione                              |
| ----------------------- | --------------------------------------- | -------------------------------- | ---------------------------------------------------------------------- |
| Linlithgow royal burgh  | 1866                                    | Royal burgh from c. 1138         | Uno dei Linlithgow Burghs 1708 - 1832 e dei Falkirk Burghs 1832 - 1918 |
| Queensferry royal burgh | 1882                                    | Royal burgh 1636                 | Uno dei Stirling Burghs 1708 - 1918                                    |
| Armadale burgh          | 1864                                    | Nessuno                          | Nessuno                                                                |
| Bathgate burgh          | 1865                                    | Burgh of barony 1663             | Nessuno                                                                |
| Bo'ness burgh           | 1883                                    | Burgh of regality 1668           | Nessuno                                                                |
| Whitburn burgh          | 1861                                    | Nessuno                          | Nessuno                                                                |

Wigtownshire
| Burgh                 | Data di adozione del sistema di polizia | Data di concessione dello status | Status di parliamentary burgh Post Unione |
| --------------------- | --------------------------------------- | -------------------------------- | ----------------------------------------- |
| Stranraer royal burgh | 1848                                    | Royal burgh 1617                 | Uno dei Wigtown Burghs 1708 - 1885        |
| Whithorn royal burgh  | 1873                                    | Royal burgh 1511                 | Uno dei Wigtown Burghs 1708 - 1885        |
| Wigtown royal burgh   | 1893 ?                                  | Royal burgh 1469                 | Uno dei Wigtown Burghs 1708 - 1885        |
| Newton Stewart burgh  | 1861                                    | Burgh of barony 1677             | Nessuno                                   |

Zetland
| Burgh         | Data di adozione del sistema di polizia | Data di concessione dello status | Status di parliamentary burgh Post Unione |
| ------------- | --------------------------------------- | -------------------------------- | ----------------------------------------- |
| Lerwick burgh | 1833                                    | Burgh of barony 1818             | Nessuno                                   |